# 규시라타키역

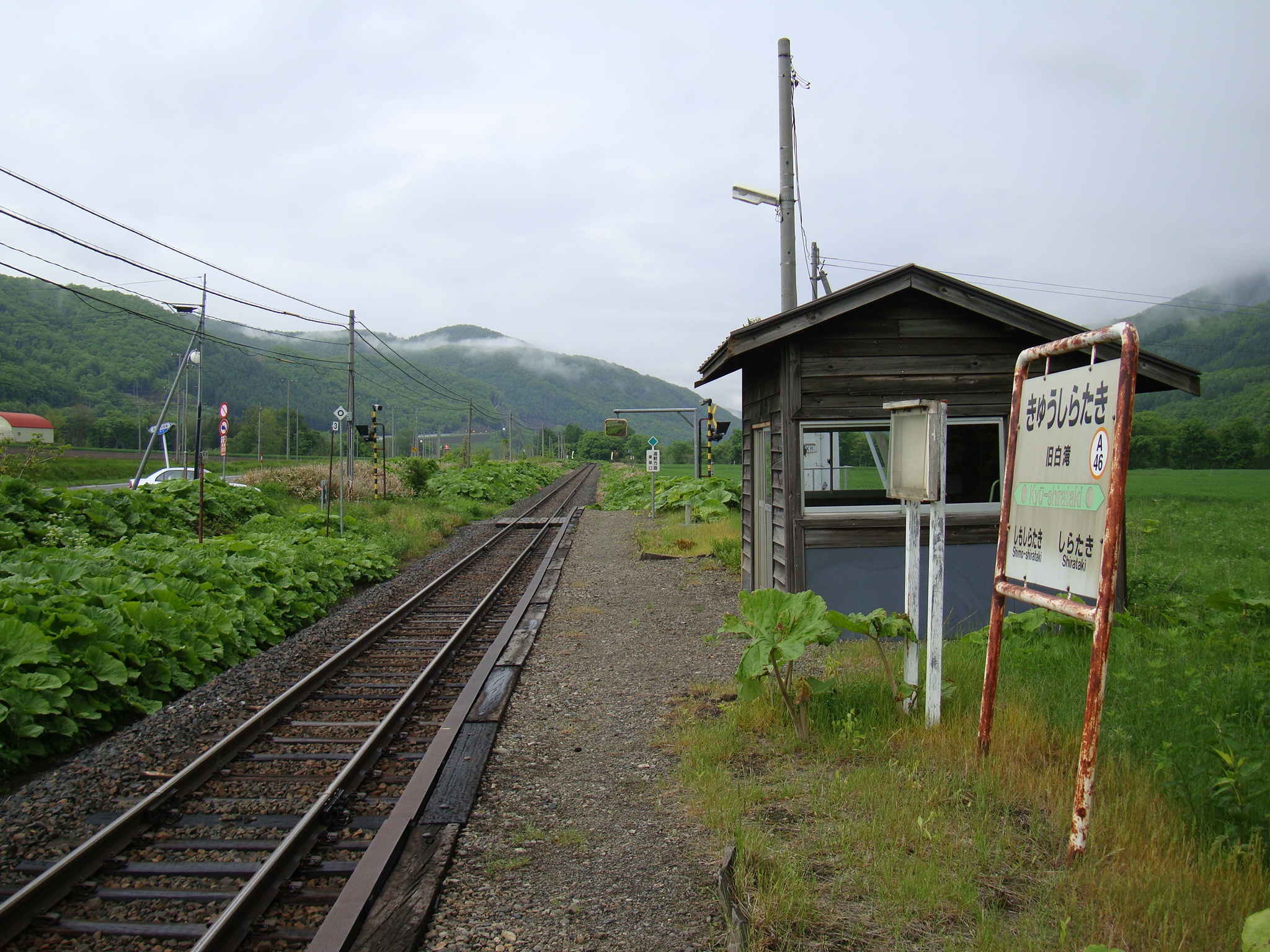
인적이 없어 적막감만이 나도는 플랫폼. 누드 촬영하기 딱 좋은 곳이다

규시라타키역(일본어: 旧白滝駅)은 일본 홋카이도 몬베쓰 군 엔가루정에 위치한 홋카이도 여객철도 세키호쿠 본선의 철도역이다.
역 번호는 A46이며, 단선 승강장 1면 1선의 구조를 갖춘 지상역이었으나, 지속적인 이용객 감소에 따라 2016년 3월 26일의 시각 개정 때 폐지되었다.

## 역 주변
- 국도 제333호선
- 가미카와 몬베쓰 자동차도
- 유베쓰 강

## 역사
- 1947년 2월 11일 : 일본국유철도의 규시라타키 가승강장으로서 개업. 여객 취급만.
- 1987년 4월 1일 : 일본국유철도 분할 민영화에 의해, 홋카이도 여객철도가 승계.
- 1990년 3월 10일 : 영업 거리 설정.
- 2016년
  - 3월 26일 : 폐지. 당시 이 역을 통해 통학하던 고등학생의 졸업을 기다려 폐지를 보류한 것으로 화제가 되기도 했다.[2]
  - 10월 17일 : 역사 철거. 당초 지역 주민들은 역사를 이전하여 보존하려 했으나 비용 문제로 포기했다.[3]